# Loreto megye (Peru)
Loreto megye Peru legészakabbi és legnagyobb területű megyéje. Székhelye Iquitos.
A térség több alkalommal próbált, részben felkelések és forradalmak útján szélesebb autonómiát kiharcolni, hogy ne csupán megyéje, hanem szövetségi állama legyen Perunak. Két alkalommal (1896, 1921–1922) egyoldalúan bejelentették a Loretói Szövetségi Állam létrejöttét, egyszer pedig kikiáltották a független Loretói Köztársaságot is, de a limai központi kormány mindegyik próbálkozást felszámolta. Utoljára 1956-ban történt komolyabb kísérlet Loreto autonómiájának kivívására, de az is eredménytelen maradt. Követelések még most is vannak ugyan, amelyek a kérdés újbóli megvitatására szólítanak fel.

## Földrajz
Az igen nagy területű Loreto megye Peru északkeleti részén helyezkedik el, az egész ország területének több mint negyedét, csaknem 29%-ot teszi ki. A megye szinte teljes egészében az Amazonas folyó síkságához tartozik, ennek legalacsonyabb pontja 61 méterrel, legmagasabb pontja mindössze 220 méterrel fekszik a tenger szintje felett. Északnyugaton Ecuadorral, északon és északkeleten Kolumbiával, délkeleten Brazíliával, délen Ucayali és egy rövid szakaszon Huánuco, délnyugaton San Martín, nyugaton pedig Amazonas megyével határos.

### Tartományai
A megye 8 tartományra van osztva:
- Alto Amazonas
- Datem del Marañón
- Loreto
- Mariscal Ramón Castilla
- Maynas
- Putumayo
- Requena
- Ucayali

## Népesség
A megye népessége a közelmúltban folyamatosan növekedett:
| Év   | Lakosság |
| ---- | -------- |
| 1940 | 152 457  |
| 1961 | 272 933  |
| 1972 | 375 007  |
| 1981 | 482 829  |
| 1993 | 687 282  |
| 2007 | 891 732  |

## Képek

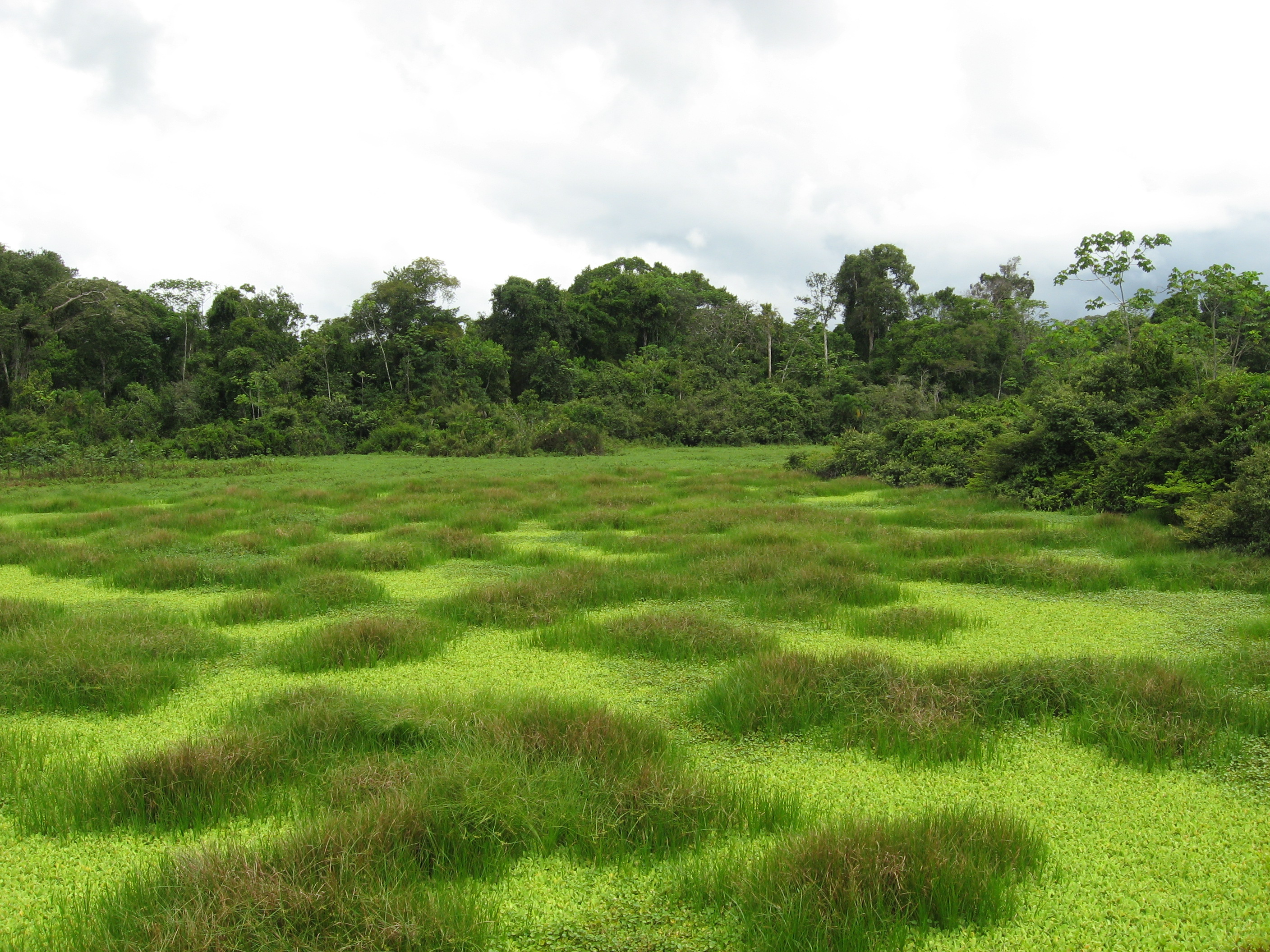
Tájkép
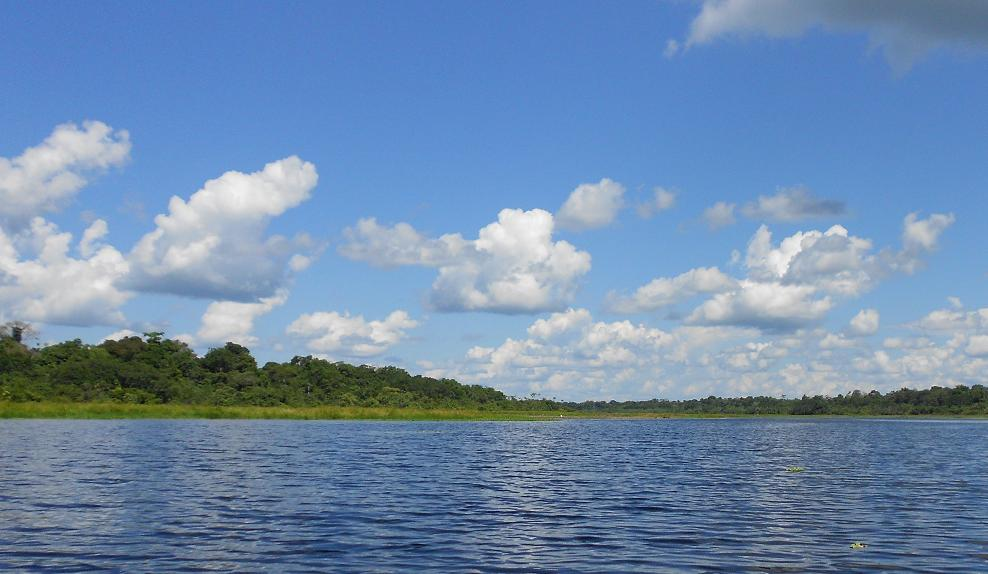
A Tapiche folyó
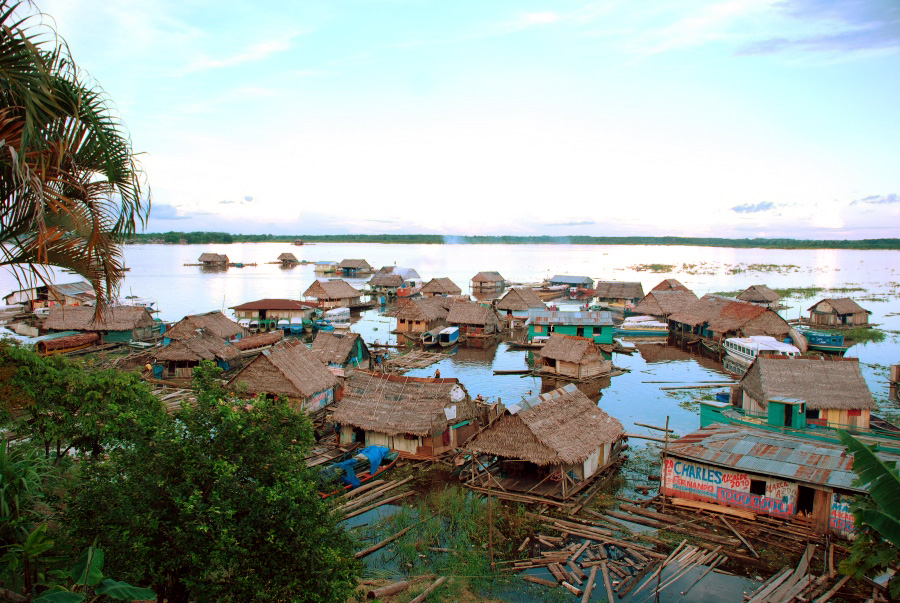
Az Amazonas vízére épült házak Iquitosban
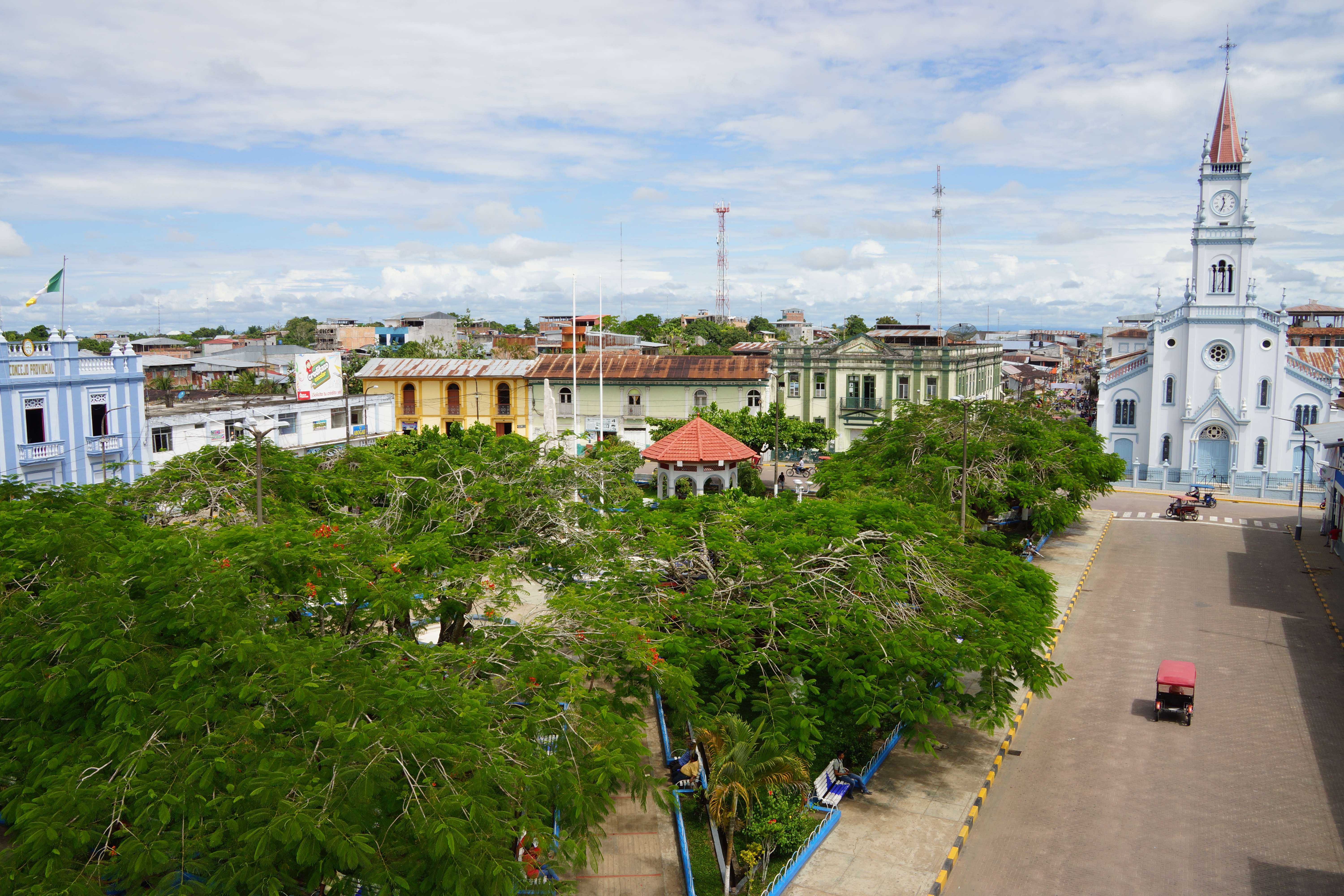
Yurimaguas városa